# Voo United Airlines 2860
O Voo United Airlines 2860 era um voo cargueiro que ia de San Francisco, Califórnia, para Chicago, Illinois, com uma escala em Salt Lake City, Utah. Em 18 de dezembro de 1977, operado por um dos McDonnell Douglas DC-8-54AF cargueiros da empresa, de registro N8047U, o voo se acidentou em uma montanha na Faixa de Wasatch, perto de Kaysville, Utah. Todos os três membros da tripulação, os únicos ocupantes do avião, morreram no acidente.

## Resumo dos acontecimentos
Em 18 de dezembro de 1977, o Voo United Airlines 2860 voou de San Francisco, na Califórnia, para a Cidade de Salt Lake, Utah. O voo partiu de São Francisco às 0017H. Quando o voo chegou sobre Salt Lake City às 0111H, a tripulação passou um rádio para o aeroporto, informando que eles estavam tendo problemas elétricos e solicitaram manter espera para dar-lhes tempo de se comunicar com a equipe de manutenção da empresa. A autorização foi dada e o voo entrou em uma órbita padrão.
Pelos próximos sete minutos e meio, mantendo uma órbita padrão, o voo estava fora da escuta do controle de aproximação e entrou em uma área de terrenos perigosos. A aeronave entrou em contato com a equipe de manutenção e informou que eles estavam tendo problemas elétricos e que várias luzes indicadoras do trem de pouso estavam inoperantes. Depois de discutir os problemas com a equipe de manutenção e decidir entrar em contato com a torre para que preparasse um apoio de emergência em solo, a tripulação do voo re-estabeleceu contato com a torre em Salt Lake City. O controlador de tráfego aéreo percebeu a situação do Voo 2860 mas não conseguiu entrar em contato com a aeronave até que ela voltasse em sua frequência de rádio comunicação. O controlador imediatamente disse ao Voo 2860 que ele estava perto do terreno em sua direita e o instruiu a curvar à esquerda de imediato. Sem receber uma resposta, o controlador repetiu suas instruções, das quais o Voo 2860 respondeu. Quinze segundos depois, o mesmo controlador disse ao Voo 2860 para subir a 8000 pés. A tripulação da aeronave informou que estavam subindo de 6000 pés para 8000 pés. Onze segundos mais tarde, o voo colidiu a 7200 pés em uma montanha de 7665 pés de altura.
O Escritório do Xerife em Farmington, no estado de Utah, relatou o som de uma explosão e um posterior estrondo sentido no chão. O despachante do xerife ligou para o aeroporto, perguntando se uma aeronave havia desaparecido. A primeira resposta foi que não. Mais perguntas revelaram que era um avião de carga. O Escritório do Xerife organizou uma equipe de resgate que encontrou os corpos e destroços. A equipe de resgate informou que nenhuma parte do avião maior do que uma pasta sobreviveu ao acidente. O "eco" da colisão pôde ser visto na montanha durante vários anos depois.
Testemunhas em Kaysville e Fruit Heights viram um avião voando baixo. Pouco tempo depois, todos viram um brilho alaranjado pelo leste, do qual continuou por três a quatro segundos. Todas as testemunhas relataram chuva na área e vários relataram como chuva forte. Todos os três ocupantes do voo foram mortos e a aeronave foi destruída.

## Causa
O NTSB deduziu que a causa do acidente foi a "instrução do controlador e a subsequente aceitação pela tripulação de uma autorização de espera incompleta e ambígua". A tripulação do voo foi citada por sua falha em estabelecer os procedimentos de falha de comunicação e falha em manter os procedimentos estabelecidos de espera padrão. Os problemas elétricos da aeronave foram citados como fator contribuinte.
Além disso, foi verificado que o gravador de voz estava inoperante, impedindo que a equipe de investigação identificasse qualquer fator contribuinte na cabine de voo.